# Uromyrtus allisoniana
Uromyrtus allisoniana är en myrtenväxtart som beskrevs av Neil Snow. Uromyrtus allisoniana ingår i släktet Uromyrtus och familjen myrtenväxter. Inga underarter finns listade i Catalogue of Life.